# Mount Imbert
Mount Imbert (französisch Mont Imbert) ist ein 2495 m hoher Berg im ostantarktischen Königin-Maud-Land. Er ragt unmittelbar nordöstlich des Mount Launoit im östlichen Teil der Belgica Mountains auf.
Teilnehmer der Belgischen Antarktis-Expedition 1957/58 unter Gaston de Gerlache de Gomery (1919–2006) entdeckten ihn. Namensgeber ist Bertrand Sainclair Marie Imbert (* 1924), Leiter der von 1956 bis 1957 dauernden französischen Antarktisexpedition.